# Flensburgs spårvägar
Flensburgs spårvägar (tyska: Flensburger Straßenbahn) var en spårväg i Flensburg i Tyskland. Trafiken inleddes 1881 med en hästspårväg, vilken följdes 1907 av en elektrifierad spårväg på slutligen fyra linjer. Linje 4 var dock bara i drift från 1925 till 1934.
1973 lades trafiken ned och rälsen revs upp.

## Historia

### Hästspårväg
Den första spårvagnslinjen i Flensburg var en 2,6 kilometer lång normalspårig hästspårväg som gick genom centrum från Apenrader Straße till Angelburger Straße. Den var privatägd och invigdes den 1 december 1881, 17 år efter att staden blivit tysk efter dansk-tyska kriget. Det Berlin-baserade driftsbolaget bar namnet Reymer und Masch. Bolagets första direktör var redaktören på Flensborg Avis och senare riksdagsledamoten Gustav Johannsen.
Flensburg hade dessförinnan sedan 1855 haft en hästdragen godsspårvagn till och från hamnen. Denna hade 1885 konverterats till drift med ånglok.
Hästspårvägen fick dock inte någon större passagerarmängd, eftersom de flesta stadsbor även i fortsättningen nöjde sig med att avverka den 2,6 km långa sträckan till fots. Detta ledde till att bolaget efter 1883 inte hade några medel att betala ut till aktieägarna.
Från 1889 gjordes försök att förnya trafiken, inklusive genom att övergå till smalspårsbana för att kunna köra med lättare fordon. Detta ledde till att bolaget från 1900 återigen gick med vinst.

### Ny spårväg med eldrift
Spårvagnsbolagets 25-åriga tillstånd förnyades inte, och staden beslöt att bygga en smalspårig eldriven spårväg i egen regi men med stöd från driftsledningen av spårvägen i Bielefeld. Linje 1, som var 4,3 kilometer lång,[källa behövs] invigdes den 6 juli 1907, linje 2 1911 och den 6,9 kilometer långa linje 3 till Mürwik året efter. Linje 1 löpte längs med den tidigare hästspårvägens sträckning, men elspårvagnarna var större än sina föregångare och kunde till skillnad från dessa inte passera genom Flensburgs norra stadsport. Lösningen blev att anlägga spåret bredvid stadsporten, vilket räddade stadens sista stadsport för eftervärlden.
Elspårvägen var mestadels dubbelspårig, med undantag enkelspåriga sträckor i centrum med dess trånga gator. Vid öppnandet hade det stadsdrivna bolaget köpt in elva tvåaxlade vagnar tillverkade vid Wagenbauanstalt und Waggonfabrik i Hamburg, med det elektriska systemet levererat av AEG. De sju meter långa fordonen hade 16 sittplatser på bänkar längs med sidorna, utöver plats för 19 stående passagerare.
Man inköpte även fyra motorlösa släpvagnar från samma fabrik. Därutöver kom de sex vagnarna från den tidigare hästspårvägen till nytta som kompletterande släpvagnar, och dessutom fanns en vagn för inspektion och spridning av vägsalt. Ett antal av spårvagnsförarna hade gått i körskola vid Bielefelds motsvarande spårväg.

### Expansion och världskrig
Den nya elektriska spårvägen emottogs positivt av Flensburgsborna. Redan det första året gick spårvägstrafiken på plus, med en vinst på 47 000 mark på en omsättning av 125 000 mark.
1908 expanderade verksamheten med inköp av fyra påhängsvagnar med öppna plattformar bak och fram. 1911 invigdes linje 2, mellan Flurstraße och Norderhofenden, och i februari året därpå linje 3 till Mürwik. Den sistnämnda linjen var inledningsvis endast enkelspårig.
Med dessa tre linjer i drift omfattade spårvägstrafiken i staden en total spårlängd på 14,7 km. Ytterligare tolv tvåaxlade motorvagnar köptes in, samt fyra släpvagnar. De nya vagnarna hade till skillnad från den första leveransen av spårvagnar övertäckta plattformar. Med en totallängd på 8,35 meter var de också nästan 1 1/2 meter längre.
Inglasningen av spårvagnarna kompletterades under 1914, dock försenat på grund av första världskrigets utbrott. Allteftersom kriget fortlöpte, omvandlades delar av persontrafiken på spårvägen till godstransporter. Ett kompletterande stickspår för i- och urlastning av gods lades ut i hamnen i Mürwik.
Första världskriget förde dessutom med sig rekrytering av kvinnlig spårvagnspersonal, eftersom kriget tog många mäns arbetsinsats i anspråk närmare fronten.

### Mellankrigstiden och krigsåren
| Vänster: Stadsbild av Flensburg, med spårvagn och annan trafik. Höger: Väggmålning över linjen till Mürwik. |  | Vänster: Stadsbild av Flensburg, med spårvagn och annan trafik. Höger: Väggmålning över linjen till Mürwik. |
| Vänster: Stadsbild av Flensburg, med spårvagn och annan trafik. Höger: Väggmålning över linjen till Mürwik. |  | |

1920, efter första världskrigets slut, genomfördes en folkomröstning om den politiska tillhörigheten för Schleswig. I princip alla delar norr om staden röstade för en återanslutning till Danmark, vilket starkt förändrade Flensburgs omland och förbindelser. Staden blev nu en gränsstad, efter ett halvsekel som centrum i Nordschleswig och innan dess Danmarks näst största hamnstad.
Trots de ekonomiska svårigheten åren efter kriget, under den tidiga Weimarrepubliken, förlängdes linje 1 1922, från Terrassenstraße till Glashütte. Samtidigt förlängdes linje 2 från Flurstraße till Marienholzungsweg, alltmedan linje 3 till Mürwik fick dubbelspår. Det dröjde dock till 1924 innan antalet passagerare och inkomsterna återvänt till förkrigsnivån. Under de kommande åren uppgraderades spårnätet, och på vissa ställen lades sträckningen om.
Samtidigt som stadens ekonomi försämrats genom återanslutningen av Nordslesvig till Danmark, fattades beslut om att skapa en bättre förbindelse med omlandet i sydöst – Angeln. Resultatet blev att man elektrifierade den tio km långa spårsträckan av Flensburger Kreisbahn, fram till Glücksburg. Invigningen av linjen skedde den 21 september 1925, då den lokala järnvägslinjen nyöppnades som Flensburgs spårvägars linje 4.
Denna gång lät man köpa in tre fyraxliga järnvägsvagnar och fyra släpvagnar; de drygt 13 meter långa fordonen byggdes av HAWA, med elsystemet levererat av Siemens-Schuckertwerke. Med starkare motorer klarade man här av att ha två släpvagnar i varje tåg. Samtidigt fortsatte driften av de gamla ångloksdrivna tågen. Linje 4 var dock bara i drift från den 21 september 1925 till den 28 februari 1934. Passagerarantalet föll under dessa år från drygt 700 000 till drygt 200 000, vilket tvingade staden att lägga ner linjen.
Samtidigt fortsatte dock expansionen i övrigt, med förlängningar av både linje 1 och linje 2 under 1934 och 1935. Linje 2, med sina svaga motorer, hade dock en svår backe nära Kleinbahnhof som utmaning, vilket ledde till att stadsledningen började tänka i andra banor. Till slut konverterade man den 8 oktober 1943 – mitt under brinnande världskrig – linje 2 till trådbusstrafik. På grund av kriget tvangs dock all kollektivtrafik i staden att ställas in den 16 april 1945.

### Efterkrigstiden
| Vänster: Motorvagn med släpvagn vid Nordertor / Norderstraße, 1972. Höger: Stallade vagnar i vagnhall, 1972. |  | Vänster: Motorvagn med släpvagn vid Nordertor / Norderstraße, 1972. Höger: Stallade vagnar i vagnhall, 1972. |
| Vänster: Motorvagn med släpvagn vid Nordertor / Norderstraße, 1972. Höger: Stallade vagnar i vagnhall, 1972. |  | |

Trafiken med spårvagnar och trådbussar återuppstod dock 1946. Spårvagnarna var nu ålderstigna, och en ny generation vagnar köptes i början av 1950-talet in från tillverkarna Elze, Credé och MaK, med elmotorer från AEG. Och efter att åtta nya släpvagnar, lät man pensionera de äldre vagnarna.
Förnyelsen av maskinparken förhindrade inte Flensburgs spårvägs öde. 14 september 1957 konverterades både linje 3 och trådbussarna till dieselbussar, och därefter återstod bara den 4 km långa linje 1 från Hauptbahnhof till Ostseebadweg.
Sedan drevs linje 1 fram till sin officiella nedlägning den 2 juni 1973. Dagen efter kunde intresserade stadsbor ta en avskedstripp med linjen, innan all trafik ställdes in och rälsen revs upp.

### Efterspel
Därefter fortsatte spårvägen i Kiel under ytterligare några år, som den sista spårvägstrafiken i Schleswig-Holstein. Anno 2023 är Schleswig-Holstein och Hamburg de enda förbundsländerna i Tyskland som helt saknar spårväg.
| Vänster: Minnesmärke över spårvägen i Carlisle-Park. Höger: Sten till minne om spårvägen vid Apenrader Straße. |  | Vänster: Minnesmärke över spårvägen i Carlisle-Park. Höger: Sten till minne om spårvägen vid Apenrader Straße. |
| Vänster: Minnesmärke över spårvägen i Carlisle-Park. Höger: Sten till minne om spårvägen vid Apenrader Straße. |  | |

Minnet efter spårvagnstrafiken i Flensburg har dock bevarats på olika sätt. Bland annat har tre av spårvagnarna bevarats på Sporvejsmuseet Skjoldenæsholm. En sten till minne av spårvägen finns vid Apenrader Straße, och ett minnesmärke finns i Carlisle-Park mittemot järnvägsstationen.